# يو إف سي ليلة القتال: ساندهاغن ضد سونغ
يو إف سي ليلة القتال: ساندهاغن ضد سونغ (بالإنجليزية: UFC Fight Night: Sandhagen vs. Song)‏ هو حدث لفنون القتال المختلطة نظمته يو إف سي، أُقيم في 17 سبتمبر 2022، على يو إف سي أبيكس في إنتربرايز، نيفادا، وهي جزء من منطقة لاس فيغاس الحضرية، الولايات المتحدة.